# Caffaraccia
Caffaraccia es una fracción del municipio de Borgo Val di Taro situada en el territorio de la provincia de Parma, en Emilia-Romaña, Italia.
La cantidad de habitantes ha variado con una notable tendencia a su disminución. En el último siglo se ha reducido su población producto de la migración.
En 1804 existían 269 habitantes de acuerdo a los datos obtenidos del geógrafo y capitán Antonio Boccia.
En 1834 existían 260 habitantes  y para 1891 la comunidad estaba compuesta por 382 habitantes.
Según las estadísticas del año 2011 la población fue de 36 habitantes.

## Historia
Caffaraccia se alza sobre montañas,  sobre el río Corriago en la alta Val Vona y al norte de Borgo Val di Taro. Es una antigua zona que se propaga a lo largo de la carretera Carghilla a una altitud entre 750 y 820 metros sobre el nivel del mar. Se encuentra rodeada por bosques de robles y cedros. En sus construcciones es posible observar antiguas estructuras en piedra arenisca.
Dentro de su fauna, aún son visibles animales salvajes como el lobo y el jabalí, también ciervos, el gliridae y ardillas. La Porchetta es uno de los platos tradicionales. 
El Santo patrón y protector de la comunidad católica es San Roqueo (San Rocco) en italiano a quien está dedicada la Iglesia. Aún se mantiene la antiquísima tradición de procesión en su honor.
El estudio topónimo de la palabra Caffaraccia nos permite precisar y determinar el origen de su nombre propio. El transcurso del tiempo y la evolución lingüística suele modificar el nombre en su exclusividad, en este caso aún se mantienen rasgos de su inicio. Morfológicamente podemos adentrarnos en las raíces estructurales reconociendo patrones singulares. Lingüísticamente Caffaraccia (Càfaràsa)  proviene de la lengua utilizada por los lombardos. 
Faraccia  es el término más antiguo de la palabra, Caffaraccia,  el topónimo se forma a partir del latín  con la palabra “Casa” y la palabra de origen lombardo “Fara"  que en su etimología corresponde al linaje de la familia y en su definición es: el conjunto de familias nobles (de un mismo clan)  en la que se dividió la población lombarda manteniendo una estructura social y militar. Posteriormente se agregó el sufijo latino “F acea”(m. -aceo ), -accia  (casa + fara + -accia)  Refiriéndose así a la primera familia lombarda que ha llegado a vivir y tomar posesión.

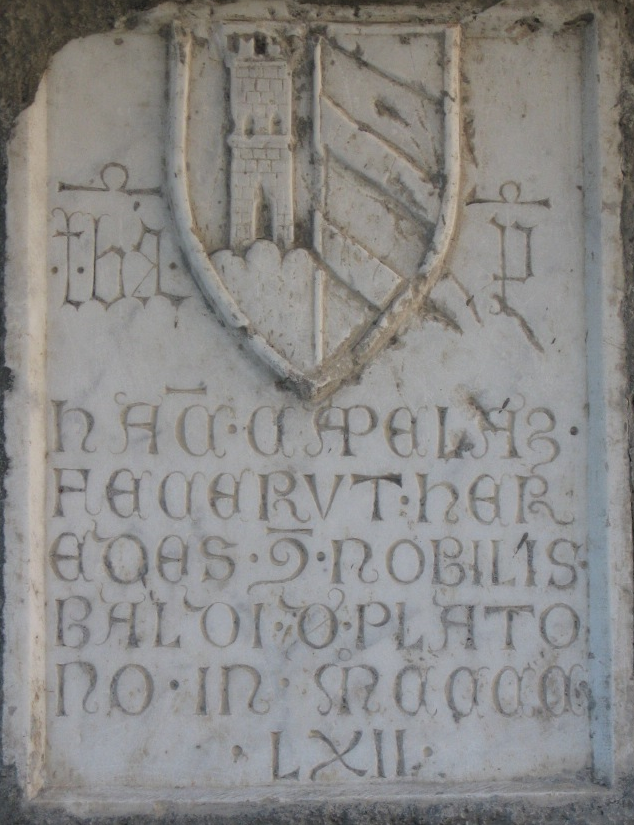
Stemma dei Platoni

Caffaraccia se conoce como el hogar antiquísimo de la potente y noble familia Platoni de origen lombardo inclusive hasta el día de hoy es una de las principales familias que la habitan y el grupo de casas en donde se concentró mayoritariamente esta dinastía,  es llamado localmente la casa de piaton. En Caffaraccia se encontró el escudo de armas de la familia Platoni, que durante el siglo X y siguientes fue dueña del aquel entonces denominado país de Val di Taro
El escudo está datado en el año 1462 he indica en latín:Hanc capelam fecerunt heredes quondam nobilis Baldi de Platono in MCCCCLXII” Es decir "Esta capilla fue construida por los herederos del Noble Baldo Platoni en 1462".
La iglesia principal de Caffaraccia es la de San Rocco que es precedida por un cementerio con orientación este oeste. A finales de la Edad Media la dinastía Platoni erige la capilla. La parroquia estaba incluida en la circunscripción de la Iglesia de San Cristóbal ubicada en la contigua fracción de San Pedro (San Pietro) en italiano. En el año 1673 se tienen las primeras noticias de San Rocco cuando se separa de la  Iglesia de San Cristóbal, esta había sido restaurada en el año 1017 por el Conde Plato Platoni.
Desde sus inicios se han realizado diversas transformaciones, mejoras y mantenciones. La última fue realizada en el año 2016 con la renovación del techo, proyecto con la colaboración de la familia Platoni.
A ambos costados de la puerta principal de la iglesia se encuentran dos placas de mármol que conmemoran a los combatientes del ejército italiano,  tanto de la Primera Guerra como Segunda Guerra Mundial. 
El campanario de la iglesia se remonta al año 1886. Una de sus campanas fue grabada en 1953 con los nombres de las principales familias:  Familia Stefanni, Fratelli Bertorelli Fu Andrea, Tonino Platoni di Daniele, Domenico Platoni fu Giuseppe, Tulio Zazzi fu Andrea, Luigi Platoni di Giacomo, Stefano Zazzi e Luigia.  
Esta zona -específicamente Val Vona- es conocida como la zona que perteneció a los caballeros lombardos dirigidos por Plato Platoni,  tierras en donde construyeron cuatro castillos en San Pedro y San Martín, donde aún se encuentran sus restos.